# 서울광염교회
서울광염교회(光鹽敎會)는 서울특별시 노원구 노원로 247(하계동 251-6) 서울온천빌딩 2~5층에 위치해 있고, 감자탕교회'로 유명한 교회이다. 사랑의교회, 수영로교회와 동일한 교단인 대한예수교장로회(합동) 황해노회에 속해 있는 교회이다. 담임 목사는 한국기독교연합봉사단의 단장을 맡고 있는 조현삼 목사이다.

## 연혁
- 1992년 3월 28일: 서울특별시 노원구 상계1동 1007-3번지에 서울광염교회 설립.
- 2004년 9월 4일: 서울특별시 도봉구 도봉동 93번지로 교회 이전. 이삭 예배당이라 명명.
- 2013년 7월 13일: 서울특별시 노원구 노원로 247(하계동 251-6) 2~5층의 '감사 예배당'을 소유하게 돼 지금까지 이른다.